# Margarita Kinstner
Margarita Kinstner (* 1976 in Wien) ist eine österreichische Schriftstellerin.

## Leben
Margarita Kinstner wuchs in Wien auf. Nach der AHS Matura absolvierte sie die Ausbildung zur Kindergartenpädagogin und war 15 Jahre als Kindergarten- und Hortpädagogin tätig.
Von 2009 bis 2013 war sie Mitorganisatorin des „Anno Literatur Sonntag ALSO“, von 2010 bis 2013 Teil der Wiener Lesebühne „Noch Dichter“.
2013 erschien ihr viel beachteter Debütroman Mittelstadtrauschen. 2014 wurde ihr erstes Theaterstück Der Sturz der Möwe beim Styraburg Festival  Steyr uraufgeführt, es folgten Aufführungen in Graz, Wien, Linz und Ried. Ihr dritter Roman, "Papaverweg 6", wurde 2018 veröffentlicht und mit dem Literaturpreis "Schreiberei" der Steiermärkischen Sparkasse ausgezeichnet. Für ihr erstes Jugendbuchmanuskript erhielt sie 2020 den Kinder- und Jugendliteraturpreis des Landes Steiermark.
Margarita Kinstner ist Mitglied  der Grazer Autorinnen Autorenversammlung sowie des Grazer Autorinnen und Autoren Kollektivs sowie Mitarbeiterin der Redaktion der Literaturzeitschriften & Radieschen und Morgenschtean. Heute lebt die Autorin in Graz.

## Werke
- Mittelstadtrauschen. Roman. Deuticke Verlag, Wien 2013, ISBN 978-3-552-06226-9.
  - Mittelstadtrauschen. Hörbuch. Gesprochen von Andrea Sawatzki. Hörbuch Hamburg, Hamburg 2013, 5 CDs. ISBN 978-3-89903-880-4.
- Die Schmetterlingsfängerin. Roman. Deuticke Verlag, Wien 2015, ISBN 978-3-552-06294-8.
- Papaverweg 6. Roman. Leykam Verlag, Graz 2018,  ISBN 978-3-701-18106-3.
- Der Sturz der Möwe. Theaterstück für 2 Personen. Uraufführung 2014 im Alten Theater Steyr[2]

## Auszeichnungen und Stipendien
- 2013: Artist in Residence Aufenthaltsstipendium in Judenburg
- 2014: Einladung zum "Festival des Europäischen Debütromans" in Kiel
- 2014: Shortlist Rauriser Literaturpreis
- 2014: Shortlist Literaturpreis Alpha
- 2015: Theodor-Körner-Preis für Literatur
- 2016: Writer in Residence Aufenthaltsstipendium in Pécs (Ungarn)
- 2018: Literaturpreis "Schreiberei" der Steiermärkischen Sparkasse für "Papaverweg 6"[3]
- 2019: Writer in Residence Aufenthaltsstipendium in Pančevo (Serbien)
- 2019: Mira-Lobe-Stipendium
- 2020: Kinder- und Jugendliteraturpreis des Landes Steiermark
- 2021: Mira Lobe-Stipendium